# فدراسیون کوهنوردی و پیاده‌گردی ارمنستان
فدراسیون کوهنوردی و پیاده‌گردی جمهوری ارمنستان (ارمنی: Հայաստանի լեռնագնացության և արշավների ֆեդերացիա) که با نام فدراسیون کوهنوردی و پیاده‌گردی ارمنستان نیز شناخته می‌شود، نهاد تنظیم‌کننده ورزش کوهنوردی پیاده‌گردی در ارمنستان می‌باشد که توسط کمیته المپیک ارمنستان اداره می‌شود و مقر آن در شهر ایروان واقع شده است.

## تاریخچه
این فدراسیون در فوریه ۲۰۱۱ میلادی تأسیس شد و ریاست فعلی آن را سورن دانیلیان برعهده دارد. این فدراسیون عضو کامل فدراسیون بین‌المللی کوهنوردی می‌باشد.
ارمنستانی در مسابقات قهرمانی در سطوح مختلف اروپایی و بین‌المللی از جمله در مسابقات قهرمانی جهانی و بازی‌های المپیک تابستانی شرکت می‌کنند.